# Wieża Zygmunta III Wazy na Wawelu
Wieża Zygmunta III Wazy – jedna z czterech wież mieszkalnych Zamku Królewskiego na Wawelu, znajdująca się w północno-wschodnim narożniku. Barokową wieżę wzniesiono w latach 1601-1603 według projektu Giovanniego Trevana. Na widoku autorstwa  Egidiusa van der Rye opublikowanym w atlasie Civitates orbis terrarum z 1617 roku, wieża miała wysoki rozbudowany hełm.

Restaurowana w latach 1912–1914 i 1917–1920.

Parter wieży zajmuje sala z regaliami Jana III Sobieskiego, wchodząca obecnie w skład ekspozycji Skarbca Koronnego. Sala I piętra znajduje się w obrębie ekspozycji Prywatnych Apartamentów Królewskich, a Gabinet holenderski zajmuje II piętro (ekspozycja Reprezentacyjnych Komnat Królewskich).

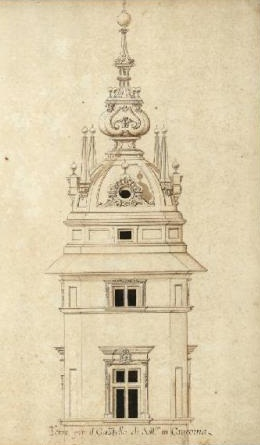
Projekt zwieńczenia wieży z 1649 roku
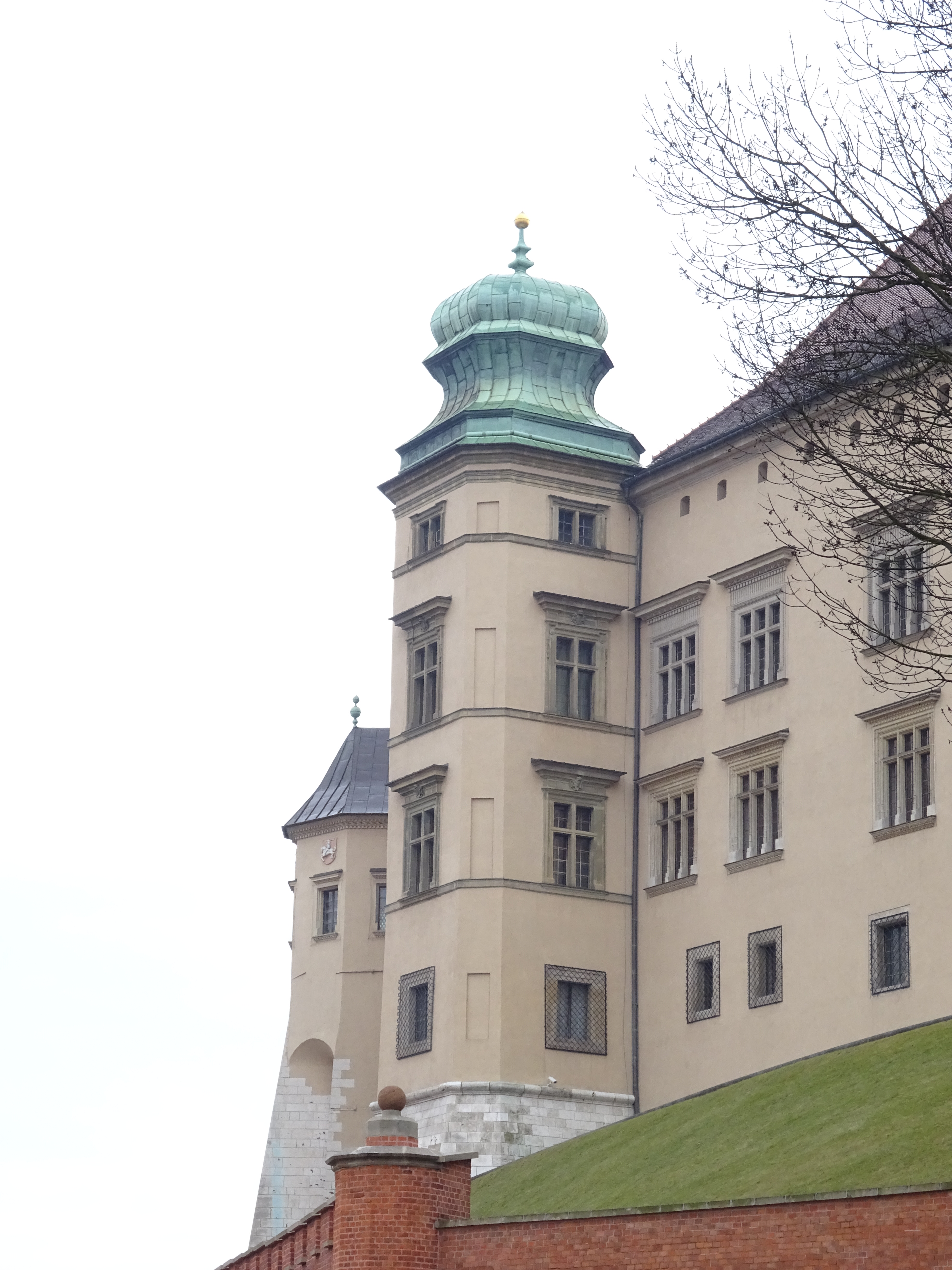
Widok spod zamku
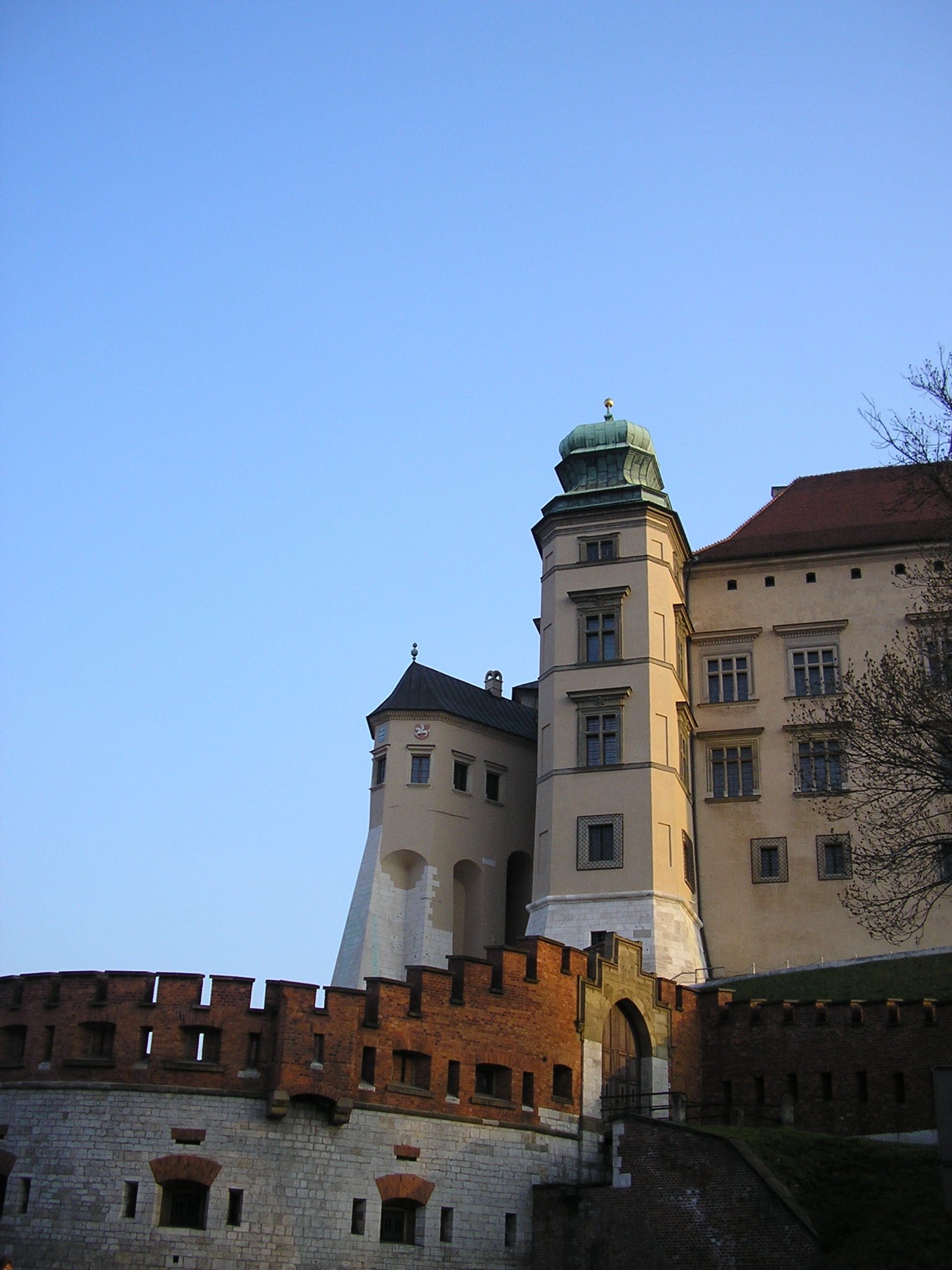
Widok spod zamku
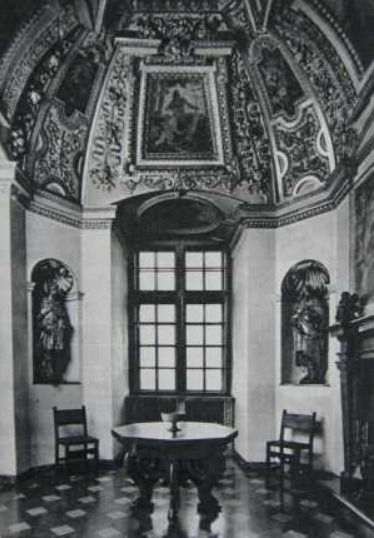
Gabinet w wieży (I piętro)
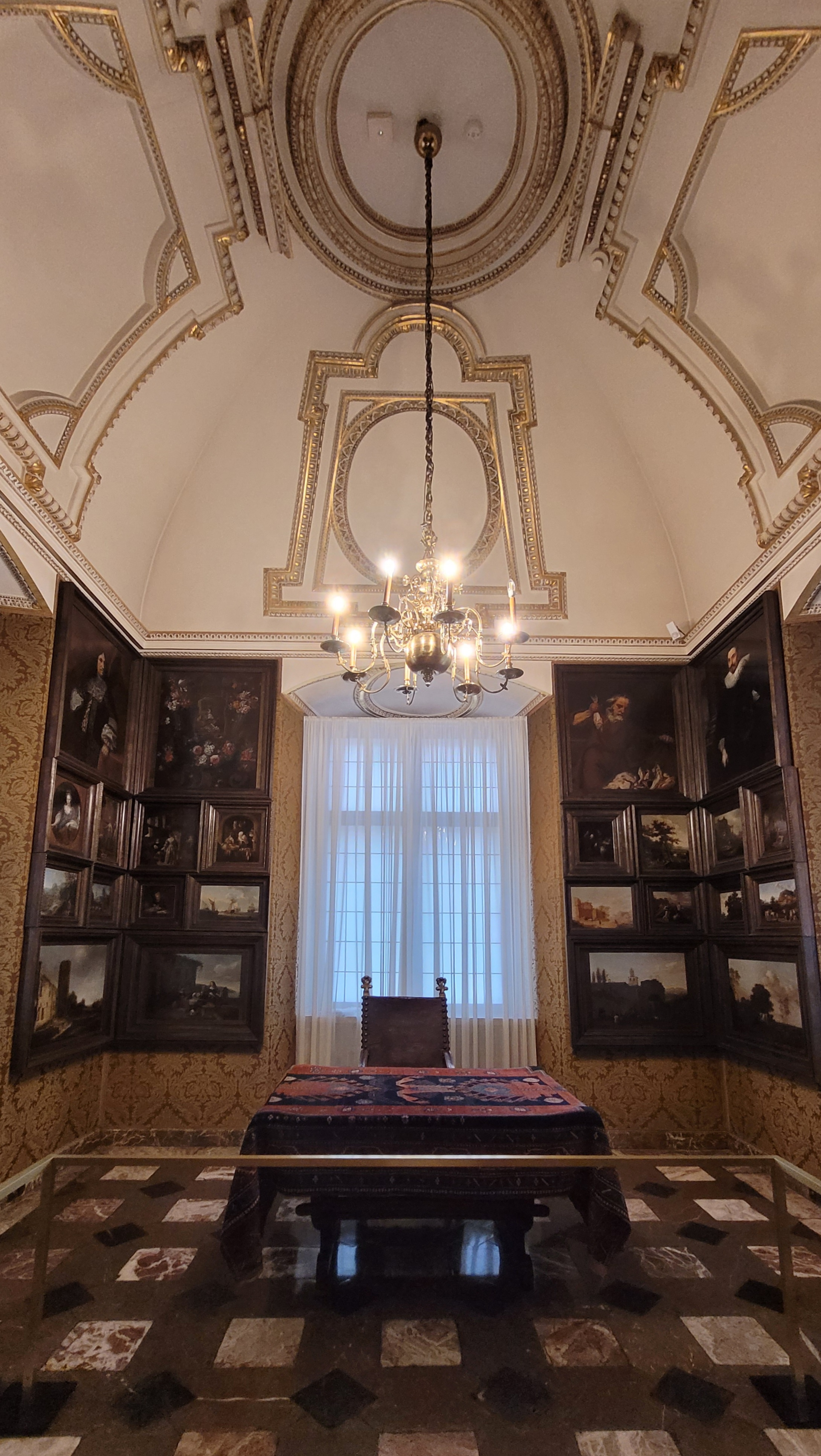
Gabinet holenderski w wieży (II piętro)
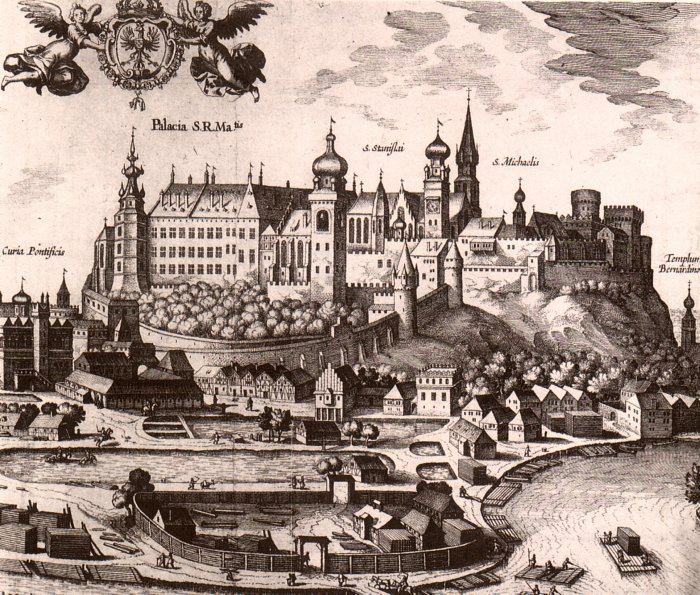
Wawel na pocz. XVII wieku - wieża po lewej stronie